# Vuelta a Alemania 2022
La 36.ª edición de la Vuelta a Alemania fue una carrera de ciclismo en ruta por etapas que se celebró entre el 24 y el 28 de agosto de 2022 en Alemania, con inicio en la ciudad de Weimar y final en la ciudad de Stuttgart sobre un recorrido de 710,5 kilómetros.
La prueba formó parte del UCI ProSeries 2022 dentro de la categoría 2.Pro. El vencedor fue el británico Adam Yates del INEOS Grenadiers, que estuvo acompañado en el podio por el español Pello Bilbao del Bahrain Victorious y el portugués Ruben Guerreiro del EF Education-EasyPost, segundo y tercer clasificado respectivamente.

## Equipos participantes
Tomaron parte en la carrera 20 equipos: 14 de categoría UCI WorldTeam, 2 de categoría UCI ProTeam, 3 de categoría Continental y la selección nacional de Alemania. Formaron así un pelotón de 120 ciclistas de los que acabaron 99. Los equipos participantes fueron:
| WorldTeams (14)- AG2R Citroën Team - Bahrain Victorious - Bora-Hansgrohe - EF Education-EasyPost - Ineos Grenadiers - Intermarché-Wanty-Gobert Matériaux - Israel-Premier Tech - Jumbo-Visma - Lotto-Soudal - UAE Team Emirates - Trek-Segafredo - Team DSM - Quick-Step Alpha Vinyl - Movistar Team ProTeams (2)- Alpecin-Deceuninck - B&B Hotels-KTM Equipos continentales (3)- Lotto-Kern Haus - Saris Rouvy Sauerland Team - Dauner-AKKON Equipo nacional- Alemania |
| |

## Recorrido
La Vuelta a Alemania dispuso de cuatro etapas para un recorrido total de 710,5 kilómetros.
| Etapa     | Fecha     | Recorrido                            | type                   | Distancia (km) | Ganador            | Líder           |
| --------- | --------- | ------------------------------------ | ---------------------- | -------------- | ------------------ | --------------- |
| Prólogo   | 24 de ago | Weimar – Weimar                      | prólogo                | 2,7            | Filippo Ganna      | Filippo Ganna   |
| 1.ª etapa | 25 de ago | Weimar – Meiningen                   | etapa escarpada        | 171,7          | Caleb Ewan         | Filippo Ganna   |
| 2.ª etapa | 26 de ago | Meiningen – Marburgo                 | etapa escarpada        | 200,7          | Alexander Kristoff | Alberto Bettiol |
| 3.ª etapa | 27 de ago | Friburgo de Brisgovia – Schauinsland | etapa de media montaña | 148,9          | Adam Yates         | Adam Yates      |
| 4.ª etapa | 28 de ago | Schiltach – Stuttgart                | etapa escarpada        | 186,6          | Pello Bilbao       | Adam Yates      |

### Prólogo
| Weimar - Weimar | prólogo | (2,7 km) |

| \| Clasificación de la etapa \| Clasificación de la etapa \| Clasificación de la etapa \| Clasificación de la etapa \| Clasificación de la etapa \| \| Ciclista \| Ciclista \| Equipo \| Tiempo \| \| \| ------------------------- \| ------------------------- \| ------------------------- \| ------------------------- \| ------------------------- \| \| 1.º \| Filippo Ganna \| Ineos Grenadiers \| 2 min 56 s \| \| \| 2.º \| Bauke Mollema \| Trek-Segafredo \| + 2 s \| \| \| 3.º \| Nils Politt \| Bora-Hansgrohe \| + 3 s \| \| \| 4.º \| Mick van Dijke \| Jumbo-Visma \| + 5 s \| \| \| 5.º \| Yves Lampaert \| Quick-Step Alpha Vinyl \| + 5 s \| \| \| 6.º \| Ben Healy \| EF Education-EasyPost \| + 5 s \| \| \| 7.º \| Adam Yates \| Ineos Grenadiers \| + 6 s \| \| \| 8.º \| Alberto Bettiol \| EF Education-EasyPost \| + 6 s \| \| \| 9.º \| Tobias Foss \| Jumbo-Visma \| + 6 s \| \| \| 10.º \| Kim Heiduk \| Ineos Grenadiers \| + 6 s \| \| |                 |                        |            |
| |                 |                        |            |
| Fuente: ProCyclingStats |                 |                        |            |
| Clasificación de la etapa |                 |                        |            |
| Ciclista | Ciclista        | Equipo                 | Tiempo     |
| 1.º | Filippo Ganna   | Ineos Grenadiers       | 2 min 56 s |
| 2.º | Bauke Mollema   | Trek-Segafredo         | + 2 s      |
| 3.º | Nils Politt     | Bora-Hansgrohe         | + 3 s      |
| 4.º | Mick van Dijke  | Jumbo-Visma            | + 5 s      |
| 5.º | Yves Lampaert   | Quick-Step Alpha Vinyl | + 5 s      |
| 6.º | Ben Healy       | EF Education-EasyPost  | + 5 s      |
| 7.º | Adam Yates      | Ineos Grenadiers       | + 6 s      |
| 8.º | Alberto Bettiol | EF Education-EasyPost  | + 6 s      |
| 9.º | Tobias Foss     | Jumbo-Visma            | + 6 s      |
| 10.º | Kim Heiduk      | Ineos Grenadiers       | + 6 s      |

| \| Clasificación general \| Clasificación general \| Clasificación general \| Clasificación general \| Clasificación general \| \| Ciclista \| Ciclista \| Equipo \| Tiempo \| \| \| --------------------- \| --------------------- \| ---------------------- \| --------------------- \| --------------------- \| \| 1.º \| Filippo Ganna \| Ineos Grenadiers \| 2 min 56 s \| \| \| 2.º \| Bauke Mollema \| Trek-Segafredo \| + 2 s \| \| \| 3.º \| Nils Politt \| Bora-Hansgrohe \| + 3 s \| \| \| 4.º \| Mick van Dijke \| Jumbo-Visma \| + 5 s \| \| \| 5.º \| Yves Lampaert \| Quick-Step Alpha Vinyl \| + 5 s \| \| \| 6.º \| Ben Healy \| EF Education-EasyPost \| + 5 s \| \| \| 7.º \| Adam Yates \| Ineos Grenadiers \| + 6 s \| \| \| 8.º \| Alberto Bettiol \| EF Education-EasyPost \| + 6 s \| \| \| 9.º \| Tobias Foss \| Jumbo-Visma \| + 6 s \| \| \| 10.º \| Kim Heiduk \| Ineos Grenadiers \| + 6 s \| \| |                 |                        |            |
| |                 |                        |            |
| Fuente: ProCyclingStats |                 |                        |            |
| Clasificación general |                 |                        |            |
| Ciclista | Ciclista        | Equipo                 | Tiempo     |
| 1.º | Filippo Ganna   | Ineos Grenadiers       | 2 min 56 s |
| 2.º | Bauke Mollema   | Trek-Segafredo         | + 2 s      |
| 3.º | Nils Politt     | Bora-Hansgrohe         | + 3 s      |
| 4.º | Mick van Dijke  | Jumbo-Visma            | + 5 s      |
| 5.º | Yves Lampaert   | Quick-Step Alpha Vinyl | + 5 s      |
| 6.º | Ben Healy       | EF Education-EasyPost  | + 5 s      |
| 7.º | Adam Yates      | Ineos Grenadiers       | + 6 s      |
| 8.º | Alberto Bettiol | EF Education-EasyPost  | + 6 s      |
| 9.º | Tobias Foss     | Jumbo-Visma            | + 6 s      |
| 10.º | Kim Heiduk      | Ineos Grenadiers       | + 6 s      |

### 1.ª etapa
| Weimar - Meiningen | etapa escarpada | (171,7 km) |

| \| Clasificación de la etapa \| Clasificación de la etapa \| Clasificación de la etapa \| Clasificación de la etapa \| Clasificación de la etapa \| \| Ciclista \| Ciclista \| Equipo \| Tiempo \| \| \| ------------------------- \| ------------------------- \| ---------------------------------- \| ------------------------- \| ------------------------- \| \| 1.º \| Caleb Ewan \| Lotto-Soudal \| 4 h 01 min 54 s \| \| \| 2.º \| Jonathan Milan \| Bahrain Victorious \| + 0 s \| \| \| 3.º \| Max Kanter \| Movistar Team \| + 0 s \| \| \| 4.º \| Felix Groß \| UAE Team Emirates \| + 0 s \| \| \| 5.º \| Florian Sénéchal \| Quick-Step Alpha Vinyl \| + 0 s \| \| \| 6.º \| Alexander Kristoff \| Intermarché-Wanty-Gobert Matériaux \| + 0 s \| \| \| 7.º \| Jérémy Lecroq \| B&B Hotels-KTM \| + 0 s \| \| \| 8.º \| Tim Torn Teutenberg \| Leopard Pro Cycling \| + 0 s \| \| \| 9.º \| Lawrence Naesen \| AG2R Citroën Team \| + 0 s \| \| \| 10.º \| Marius Mayrhofer \| Team DSM \| + 0 s \| \| |                     |                                    |                 |
| |                     |                                    |                 |
| Fuente: ProCyclingStats |                     |                                    |                 |
| Clasificación de la etapa |                     |                                    |                 |
| Ciclista | Ciclista            | Equipo                             | Tiempo          |
| 1.º | Caleb Ewan          | Lotto-Soudal                       | 4 h 01 min 54 s |
| 2.º | Jonathan Milan      | Bahrain Victorious                 | + 0 s           |
| 3.º | Max Kanter          | Movistar Team                      | + 0 s           |
| 4.º | Felix Groß          | UAE Team Emirates                  | + 0 s           |
| 5.º | Florian Sénéchal    | Quick-Step Alpha Vinyl             | + 0 s           |
| 6.º | Alexander Kristoff  | Intermarché-Wanty-Gobert Matériaux | + 0 s           |
| 7.º | Jérémy Lecroq       | B&B Hotels-KTM                     | + 0 s           |
| 8.º | Tim Torn Teutenberg | Leopard Pro Cycling                | + 0 s           |
| 9.º | Lawrence Naesen     | AG2R Citroën Team                  | + 0 s           |
| 10.º | Marius Mayrhofer    | Team DSM                           | + 0 s           |

| \| Clasificación general \| Clasificación general \| Clasificación general \| Clasificación general \| Clasificación general \| \| Ciclista \| Ciclista \| Equipo \| Tiempo \| \| \| --------------------- \| --------------------- \| ---------------------------- \| --------------------- \| --------------------- \| \| 1.º \| Filippo Ganna \| Ineos Grenadiers \| 4 h 04 min 53 s \| \| \| 2.º \| Bauke Mollema \| Trek-Segafredo \| + 2 s \| \| \| 3.º \| Jonathan Milan \| Bahrain Victorious \| + 3 s \| \| \| 4.º \| Nils Politt \| Bora-Hansgrohe \| + 3 s \| \| \| 5.º \| Mick van Dijke \| Jumbo-Visma \| + 5 s \| \| \| 6.º \| Adam Yates \| Ineos Grenadiers \| + 6 s \| \| \| 7.º \| Alberto Bettiol \| EF Education-EasyPost \| + 6 s \| \| \| 8.º \| Tobias Foss \| Jumbo-Visma \| + 6 s \| \| \| 9.º \| Kim Heiduk \| Ineos Grenadiers \| + 6 s \| \| \| 10.º \| Lars Boven \| Jumbo-Visma Development Team \| + 7 s \| \| |                 |                              |                 |
| |                 |                              |                 |
| Fuente: ProCyclingStats |                 |                              |                 |
| Clasificación general |                 |                              |                 |
| Ciclista | Ciclista        | Equipo                       | Tiempo          |
| 1.º | Filippo Ganna   | Ineos Grenadiers             | 4 h 04 min 53 s |
| 2.º | Bauke Mollema   | Trek-Segafredo               | + 2 s           |
| 3.º | Jonathan Milan  | Bahrain Victorious           | + 3 s           |
| 4.º | Nils Politt     | Bora-Hansgrohe               | + 3 s           |
| 5.º | Mick van Dijke  | Jumbo-Visma                  | + 5 s           |
| 6.º | Adam Yates      | Ineos Grenadiers             | + 6 s           |
| 7.º | Alberto Bettiol | EF Education-EasyPost        | + 6 s           |
| 8.º | Tobias Foss     | Jumbo-Visma                  | + 6 s           |
| 9.º | Kim Heiduk      | Ineos Grenadiers             | + 6 s           |
| 10.º | Lars Boven      | Jumbo-Visma Development Team | + 7 s           |

### 2.ª etapa
| Meiningen - Marburgo | etapa escarpada | (200,7 km) |

| \| Clasificación de la etapa \| Clasificación de la etapa \| Clasificación de la etapa \| Clasificación de la etapa \| Clasificación de la etapa \| \| Ciclista \| Ciclista \| Equipo \| Tiempo \| \| \| ------------------------- \| ------------------------- \| ---------------------------------- \| ------------------------- \| ------------------------- \| \| 1.º \| Alexander Kristoff \| Intermarché-Wanty-Gobert Matériaux \| 4 h 57 min 37 s \| \| \| 2.º \| Florian Sénéchal \| Quick-Step Alpha Vinyl \| + 0 s \| \| \| 3.º \| Alberto Bettiol \| EF Education-EasyPost \| + 0 s \| \| \| 4.º \| Greg Van Avermaet \| AG2R Citroën Team \| + 0 s \| \| \| 5.º \| Max Kanter \| Movistar Team \| + 0 s \| \| \| 6.º \| Matthew Holmes \| Lotto-Soudal \| + 0 s \| \| \| 7.º \| Lilian Calmejane \| AG2R Citroën Team \| + 0 s \| \| \| 8.º \| Patrick Konrad \| Bora-Hansgrohe \| + 0 s \| \| \| 9.º \| Mikkel Bjerg \| UAE Team Emirates \| + 0 s \| \| \| 10.º \| Georg Zimmermann \| Intermarché-Wanty-Gobert Matériaux \| + 0 s \| \| |                    |                                    |                 |
| |                    |                                    |                 |
| Fuente: ProCyclingStats |                    |                                    |                 |
| Clasificación de la etapa |                    |                                    |                 |
| Ciclista | Ciclista           | Equipo                             | Tiempo          |
| 1.º | Alexander Kristoff | Intermarché-Wanty-Gobert Matériaux | 4 h 57 min 37 s |
| 2.º | Florian Sénéchal   | Quick-Step Alpha Vinyl             | + 0 s           |
| 3.º | Alberto Bettiol    | EF Education-EasyPost              | + 0 s           |
| 4.º | Greg Van Avermaet  | AG2R Citroën Team                  | + 0 s           |
| 5.º | Max Kanter         | Movistar Team                      | + 0 s           |
| 6.º | Matthew Holmes     | Lotto-Soudal                       | + 0 s           |
| 7.º | Lilian Calmejane   | AG2R Citroën Team                  | + 0 s           |
| 8.º | Patrick Konrad     | Bora-Hansgrohe                     | + 0 s           |
| 9.º | Mikkel Bjerg       | UAE Team Emirates                  | + 0 s           |
| 10.º | Georg Zimmermann   | Intermarché-Wanty-Gobert Matériaux | + 0 s           |

| \| Clasificación general \| Clasificación general \| Clasificación general \| Clasificación general \| Clasificación general \| \| Ciclista \| Ciclista \| Equipo \| Tiempo \| \| \| --------------------- \| --------------------- \| ---------------------------------- \| --------------------- \| --------------------- \| \| 1.º \| Alberto Bettiol \| EF Education-EasyPost \| 9 h 02 min 27 s \| \| \| 2.º \| Alexander Kristoff \| Intermarché-Wanty-Gobert Matériaux \| + 0 s \| \| \| 3.º \| Filippo Ganna \| Ineos Grenadiers \| + 0 s \| \| \| 4.º \| Bauke Mollema \| Trek-Segafredo \| + 2 s \| \| \| 5.º \| Mick van Dijke \| Jumbo-Visma \| + 5 s \| \| \| 6.º \| Adam Yates \| Ineos Grenadiers \| + 6 s \| \| \| 7.º \| Florian Sénéchal \| Quick-Step Alpha Vinyl \| + 6 s \| \| \| 8.º \| Tobias Foss \| Jumbo-Visma \| + 6 s \| \| \| 9.º \| Lars Boven \| Jumbo-Visma Development Team \| + 7 s \| \| \| 10.º \| Sean Quinn \| EF Education-EasyPost \| + 7 s \| \| |                    |                                    |                 |
| |                    |                                    |                 |
| Fuente: ProCyclingStats |                    |                                    |                 |
| Clasificación general |                    |                                    |                 |
| Ciclista | Ciclista           | Equipo                             | Tiempo          |
| 1.º | Alberto Bettiol    | EF Education-EasyPost              | 9 h 02 min 27 s |
| 2.º | Alexander Kristoff | Intermarché-Wanty-Gobert Matériaux | + 0 s           |
| 3.º | Filippo Ganna      | Ineos Grenadiers                   | + 0 s           |
| 4.º | Bauke Mollema      | Trek-Segafredo                     | + 2 s           |
| 5.º | Mick van Dijke     | Jumbo-Visma                        | + 5 s           |
| 6.º | Adam Yates         | Ineos Grenadiers                   | + 6 s           |
| 7.º | Florian Sénéchal   | Quick-Step Alpha Vinyl             | + 6 s           |
| 8.º | Tobias Foss        | Jumbo-Visma                        | + 6 s           |
| 9.º | Lars Boven         | Jumbo-Visma Development Team       | + 7 s           |
| 10.º | Sean Quinn         | EF Education-EasyPost              | + 7 s           |

### 3.ª etapa
| Friburgo de Brisgovia - Schauinsland | etapa de media montaña | (148,9 km) |

| \| Clasificación de la etapa \| Clasificación de la etapa \| Clasificación de la etapa \| Clasificación de la etapa \| Clasificación de la etapa \| \| Ciclista \| Ciclista \| Equipo \| Tiempo \| \| \| ------------------------- \| ------------------------- \| ---------------------------------- \| ------------------------- \| ------------------------- \| \| 1.º \| Adam Yates \| Ineos Grenadiers \| 3 h 41 min 19 s \| \| \| 2.º \| Pello Bilbao \| Bahrain Victorious \| + 19 s \| \| \| 3.º \| Mauri Vansevenant \| Quick-Step Alpha Vinyl \| + 28 s \| \| \| 4.º \| Ruben Guerreiro \| EF Education-EasyPost \| + 28 s \| \| \| 5.º \| Georg Zimmermann \| Intermarché-Wanty-Gobert Matériaux \| + 29 s \| \| \| 6.º \| James Knox \| Quick-Step Alpha Vinyl \| + 31 s \| \| \| 7.º \| Mattias Skjelmose \| Trek-Segafredo \| + 33 s \| \| \| 8.º \| Laurens Huys \| Intermarché-Wanty-Gobert Matériaux \| + 34 s \| \| \| 9.º \| Iván Ramiro Sosa \| Movistar Team \| + 35 s \| \| \| 10.º \| Sylvain Moniquet \| Lotto-Soudal \| + 36 s \| \| |                   |                                    |                 |
| |                   |                                    |                 |
| Fuente: ProCyclingStats |                   |                                    |                 |
| Clasificación de la etapa |                   |                                    |                 |
| Ciclista | Ciclista          | Equipo                             | Tiempo          |
| 1.º | Adam Yates        | Ineos Grenadiers                   | 3 h 41 min 19 s |
| 2.º | Pello Bilbao      | Bahrain Victorious                 | + 19 s          |
| 3.º | Mauri Vansevenant | Quick-Step Alpha Vinyl             | + 28 s          |
| 4.º | Ruben Guerreiro   | EF Education-EasyPost              | + 28 s          |
| 5.º | Georg Zimmermann  | Intermarché-Wanty-Gobert Matériaux | + 29 s          |
| 6.º | James Knox        | Quick-Step Alpha Vinyl             | + 31 s          |
| 7.º | Mattias Skjelmose | Trek-Segafredo                     | + 33 s          |
| 8.º | Laurens Huys      | Intermarché-Wanty-Gobert Matériaux | + 34 s          |
| 9.º | Iván Ramiro Sosa  | Movistar Team                      | + 35 s          |
| 10.º | Sylvain Moniquet  | Lotto-Soudal                       | + 36 s          |

| \| Clasificación general \| Clasificación general \| Clasificación general \| Clasificación general \| Clasificación general \| \| Ciclista \| Ciclista \| Equipo \| Tiempo \| \| \| --------------------- \| --------------------- \| ---------------------------------- \| --------------------- \| --------------------- \| \| 1.º \| Adam Yates \| Ineos Grenadiers \| 12 h 43 min 39 s \| \| \| 2.º \| Pello Bilbao \| Bahrain Victorious \| + 30 s \| \| \| 3.º \| Mauri Vansevenant \| Quick-Step Alpha Vinyl \| + 48 s \| \| \| 4.º \| Mattias Skjelmose \| Trek-Segafredo \| + 48 s \| \| \| 5.º \| Georg Zimmermann \| Intermarché-Wanty-Gobert Matériaux \| + 49 s \| \| \| 6.º \| Ruben Guerreiro \| EF Education-EasyPost \| + 51 s \| \| \| 7.º \| James Knox \| Quick-Step Alpha Vinyl \| + 56 s \| \| \| 8.º \| Sylvain Moniquet \| Lotto-Soudal \| + 56 s \| \| \| 9.º \| Laurens Huys \| Intermarché-Wanty-Gobert Matériaux \| + 1 min 02 s \| \| \| 10.º \| Iván Ramiro Sosa \| Movistar Team \| + 1 min 06 s \| \| |                   |                                    |                  |
| |                   |                                    |                  |
| Fuente: ProCyclingStats |                   |                                    |                  |
| Clasificación general |                   |                                    |                  |
| Ciclista | Ciclista          | Equipo                             | Tiempo           |
| 1.º | Adam Yates        | Ineos Grenadiers                   | 12 h 43 min 39 s |
| 2.º | Pello Bilbao      | Bahrain Victorious                 | + 30 s           |
| 3.º | Mauri Vansevenant | Quick-Step Alpha Vinyl             | + 48 s           |
| 4.º | Mattias Skjelmose | Trek-Segafredo                     | + 48 s           |
| 5.º | Georg Zimmermann  | Intermarché-Wanty-Gobert Matériaux | + 49 s           |
| 6.º | Ruben Guerreiro   | EF Education-EasyPost              | + 51 s           |
| 7.º | James Knox        | Quick-Step Alpha Vinyl             | + 56 s           |
| 8.º | Sylvain Moniquet  | Lotto-Soudal                       | + 56 s           |
| 9.º | Laurens Huys      | Intermarché-Wanty-Gobert Matériaux | + 1 min 02 s     |
| 10.º | Iván Ramiro Sosa  | Movistar Team                      | + 1 min 06 s     |

### 4.ª etapa
| Schiltach - Stuttgart | etapa escarpada | (186,6 km) |

| \| Clasificación de la etapa \| Clasificación de la etapa \| Clasificación de la etapa \| Clasificación de la etapa \| Clasificación de la etapa \| \| Ciclista \| Ciclista \| Equipo \| Tiempo \| \| \| ------------------------- \| ------------------------- \| ---------------------------------- \| ------------------------- \| ------------------------- \| \| 1.º \| Pello Bilbao \| Bahrain Victorious \| 4 h 11 min 19 s \| \| \| 2.º \| Ruben Guerreiro \| EF Education-EasyPost \| + 0 s \| \| \| 3.º \| Georg Zimmermann \| Intermarché-Wanty-Gobert Matériaux \| + 0 s \| \| \| 4.º \| Sylvain Moniquet \| Lotto-Soudal \| + 0 s \| \| \| 5.º \| Adam Yates \| Ineos Grenadiers \| + 0 s \| \| \| 6.º \| Davide Formolo \| UAE Team Emirates \| + 0 s \| \| \| 7.º \| Alberto Bettiol \| EF Education-EasyPost \| + 0 s \| \| \| 8.º \| Mauri Vansevenant \| Quick-Step Alpha Vinyl \| + 0 s \| \| \| 9.º \| James Knox \| Quick-Step Alpha Vinyl \| + 0 s \| \| \| 10.º \| Hermann Pernsteiner \| Bahrain Victorious \| + 0 s \| \| |                     |                                    |                 |
| |                     |                                    |                 |
| Fuente: ProCyclingStats |                     |                                    |                 |
| Clasificación de la etapa |                     |                                    |                 |
| Ciclista | Ciclista            | Equipo                             | Tiempo          |
| 1.º | Pello Bilbao        | Bahrain Victorious                 | 4 h 11 min 19 s |
| 2.º | Ruben Guerreiro     | EF Education-EasyPost              | + 0 s           |
| 3.º | Georg Zimmermann    | Intermarché-Wanty-Gobert Matériaux | + 0 s           |
| 4.º | Sylvain Moniquet    | Lotto-Soudal                       | + 0 s           |
| 5.º | Adam Yates          | Ineos Grenadiers                   | + 0 s           |
| 6.º | Davide Formolo      | UAE Team Emirates                  | + 0 s           |
| 7.º | Alberto Bettiol     | EF Education-EasyPost              | + 0 s           |
| 8.º | Mauri Vansevenant   | Quick-Step Alpha Vinyl             | + 0 s           |
| 9.º | James Knox          | Quick-Step Alpha Vinyl             | + 0 s           |
| 10.º | Hermann Pernsteiner | Bahrain Victorious                 | + 0 s           |

## Clasificaciones finales
- Las clasificaciones finalizaron de la siguiente forma:[4]

### Clasificación general
| \| Clasificación general \| Clasificación general \| Clasificación general \| Clasificación general \| Clasificación general \| \| Ciclista \| Ciclista \| Equipo \| Tiempo \| \| \| --------------------- \| --------------------- \| ---------------------------------- \| --------------------- \| --------------------- \| \| 1.º \| Adam Yates \| Ineos Grenadiers \| 16 h 54 min 56 s \| \| \| 2.º \| Pello Bilbao \| Bahrain Victorious \| + 22 s \| \| \| 3.º \| Ruben Guerreiro \| EF Education-EasyPost \| + 44 s \| \| \| 4.º \| Georg Zimmermann \| Intermarché-Wanty-Gobert Matériaux \| + 47 s \| \| \| 5.º \| Mauri Vansevenant \| Quick-Step Alpha Vinyl \| + 49 s \| \| \| 6.º \| James Knox \| Quick-Step Alpha Vinyl \| + 58 s \| \| \| 7.º \| Sylvain Moniquet \| Lotto-Soudal \| + 58 s \| \| \| 8.º \| Antonio Pedrero \| Movistar Team \| + 1 min 14 s \| \| \| 9.º \| Iván Ramiro Sosa \| Movistar Team \| + 1 min 36 s \| \| \| 10.º \| Davide Formolo \| UAE Team Emirates \| + 1 min 44 s \| \| |                   |                                    |                  |
| |                   |                                    |                  |
| Fuente: ProCyclingStats |                   |                                    |                  |
| Clasificación general |                   |                                    |                  |
| Ciclista | Ciclista          | Equipo                             | Tiempo           |
| 1.º | Adam Yates        | Ineos Grenadiers                   | 16 h 54 min 56 s |
| 2.º | Pello Bilbao      | Bahrain Victorious                 | + 22 s           |
| 3.º | Ruben Guerreiro   | EF Education-EasyPost              | + 44 s           |
| 4.º | Georg Zimmermann  | Intermarché-Wanty-Gobert Matériaux | + 47 s           |
| 5.º | Mauri Vansevenant | Quick-Step Alpha Vinyl             | + 49 s           |
| 6.º | James Knox        | Quick-Step Alpha Vinyl             | + 58 s           |
| 7.º | Sylvain Moniquet  | Lotto-Soudal                       | + 58 s           |
| 8.º | Antonio Pedrero   | Movistar Team                      | + 1 min 14 s     |
| 9.º | Iván Ramiro Sosa  | Movistar Team                      | + 1 min 36 s     |
| 10.º | Davide Formolo    | UAE Team Emirates                  | + 1 min 44 s     |

### Clasificación de la montaña
| Clasificación de la montaña | Clasificación de la montaña | Clasificación de la montaña | Clasificación de la montaña | Clasificación de la montaña |
| Ciclista                    | Ciclista                    | Equipo                      | Puntos                      |                             |
| --------------------------- | --------------------------- | --------------------------- | --------------------------- | --------------------------- |
| 1.º                         | Jakob Geßner                | Team Lotto-Kern Haus        | 18 pts                      |                             |
| 2.º                         | Romain Bardet               | Team DSM                    | 12 pts                      |                             |
| 3.º                         | Roman Duckert               | Dauner-AKKON                | 7 pts                       |                             |
| 4.º                         | Frederik Rasmann            | Dauner-AKKON                | 6 pts                       |                             |
| 5.º                         | Pello Bilbao                | Bahrain Victorious          | 6 pts                       |                             |
| 6.º                         | Michiel Stockman            | Saris Rouvy Sauerland Team  | 6 pts                       |                             |
| 7.º                         | Adam Yates                  | Ineos Grenadiers            | 5 pts                       |                             |
| 8.º                         | Jan Hugger                  | Team Lotto-Kern Haus        | 5 pts                       |                             |
| 9.º                         | Mauri Vansevenant           | Quick-Step Alpha Vinyl      | 4 pts                       |                             |
| 10.º                        | Mick van Dijke              | Jumbo-Visma                 | 4 pts                       |                             |

### Clasificación por puntos
| Clasificación por puntos | Clasificación por puntos | Clasificación por puntos           | Clasificación por puntos | Clasificación por puntos |
| Ciclista                 | Ciclista                 | Equipo                             | Puntos                   |                          |
| ------------------------ | ------------------------ | ---------------------------------- | ------------------------ | ------------------------ |
| 1.º                      | Pello Bilbao             | Bahrain Victorious                 | 27 pts                   |                          |
| 2.º                      | Adam Yates               | Ineos Grenadiers                   | 25 pts                   |                          |
| 3.º                      | Alexander Kristoff       | Intermarché-Wanty-Gobert Matériaux | 20 pts                   |                          |
| 4.º                      | Ruben Guerreiro          | EF Education-EasyPost              | 19 pts                   |                          |
| 5.º                      | Florian Sénéchal         | Quick-Step Alpha Vinyl             | 18 pts                   |                          |
| 6.º                      | Bauke Mollema            | Trek-Segafredo                     | 17 pts                   |                          |
| 7.º                      | Michiel Stockman         | Saris Rouvy Sauerland Team         | 16 pts                   |                          |
| 8.º                      | Georg Zimmermann         | Intermarché-Wanty-Gobert Matériaux | 16 pts                   |                          |
| 9.º                      | Alberto Bettiol          | EF Education-EasyPost              | 16 pts                   |                          |
| 10.º                     | Filippo Ganna            | Ineos Grenadiers                   | 15 pts                   |                          |

### Clasificación de los jóvenes
| Clasificación del mejor joven | Clasificación del mejor joven | Clasificación del mejor joven      | Clasificación del mejor joven | Clasificación del mejor joven |
| Ciclista                      | Ciclista                      | Equipo                             | Tiempo                        |                               |
| ----------------------------- | ----------------------------- | ---------------------------------- | ----------------------------- | ----------------------------- |
| 1.º                           | Georg Zimmermann              | Intermarché-Wanty-Gobert Matériaux | 16 h 55 min 43 s              |                               |
| 2.º                           | Mauri Vansevenant             | Quick-Step Alpha Vinyl             | + 2 s                         |                               |
| 3.º                           | Sylvain Moniquet              | Lotto-Soudal                       | + 11 s                        |                               |
| 4.º                           | Iván Ramiro Sosa              | Movistar Team                      | + 49 s                        |                               |
| 5.º                           | Gijs Leemreize                | Jumbo-Visma                        | + 2 min 03 s                  |                               |
| 6.º                           | Mikkel Bjerg                  | UAE Team Emirates                  | + 2 min 15 s                  |                               |
| 7.º                           | Einer Rubio                   | Movistar Team                      | + 2 min 48 s                  |                               |
| 8.º                           | Maxime Chevalier              | B&B Hotels-KTM                     | + 3 min 14 s                  |                               |
| 9.º                           | Barnabás Peák                 | Intermarché-Wanty-Gobert Matériaux | + 3 min 27 s                  |                               |
| 10.º                          | Johannes Adamietz             | Saris Rouvy Sauerland Team         | + 3 min 58 s                  |                               |

### Clasificación por equipos
| Clasificación por equipos | Clasificación por equipos          | Clasificación por equipos | Clasificación por equipos |
| Equipo                    | Equipo                             | Tiempo                    |                           |
| ------------------------- | ---------------------------------- | ------------------------- | ------------------------- |
| 1.º                       | Movistar Team                      | 50 h 50 min 49 s          |                           |
| 2.º                       | Intermarché-Wanty-Gobert Matériaux | + 23 s                    |                           |
| 3.º                       | EF Education-EasyPost              | + 56 s                    |                           |
| 4.º                       | UAE Team Emirates                  | + 1 min 26 s              |                           |
| 5.º                       | Jumbo-Visma                        | + 7 min 35 s              |                           |

## Evolución de las clasificaciones
| Etapa                   |                         | Ganador _          | Clasificación general | Puntos             | Montaña      | Jóvenes           | Equipo                |
| ----------------------- | ----------------------- | ------------------ | --------------------- | ------------------ | ------------ | ----------------- | --------------------- |
| Prólogo                 | prólogo                 | Filippo Ganna      | Filippo Ganna         | Filippo Ganna      | Olav Kooij   | Mick van Dijke    | Ineos Grenadiers      |
| 1.ª etapa               | etapa escarpada         | Caleb Ewan         | Filippo Ganna         | Filippo Ganna      | Jakob Geßner | Jonathan Milan    | EF Education-EasyPost |
| 2.ª etapa               | etapa escarpada         | Alexander Kristoff | Alberto Bettiol       | Alexander Kristoff | Jakob Geßner | Mauri Vansevenant | Movistar Team         |
| 3.ª etapa               | etapa de media montaña  | Adam Yates         | Adam Yates            | Alexander Kristoff | Jakob Geßner | Mauri Vansevenant | Movistar Team         |
| 4.ª etapa               | etapa escarpada         | Pello Bilbao       | Adam Yates            | Pello Bilbao       | Jakob Geßner | Georg Zimmermann  | Movistar Team         |
| Clasificaciones finales | Clasificaciones finales |                    | Adam Yates            | Pello Bilbao       | Jakob Geßner | Georg Zimmermann  | Movistar Team         |

## Ciclistas participantes y posiciones finales
Convenciones:
- AB-N: Abandono en la etapa "N"
- FLT-N: Retiro por llegada fuera del límite de tiempo en la etapa "N"
- NTS-N: No tomó la salida para la etapa "N"
- DES-N: Descalificado o expulsado en la etapa "N"

## UCI World Ranking
La Vuelta a Alemania otorgó puntos para el UCI World Ranking para corredores de los equipos en las categorías UCI WorldTeam, UCI ProTeam y Continental. Las siguientes tablas son el baremo de puntuación y los diez corredores que obtuvieron más puntos:
| Posición              | 1.º | 2.º | 3.º | 4.º | 5.º | 6.º | 7.º | 8.º | 9.º | 10.º | 11.º | 12.º | 13.º | 14.º | 15.º | 16.º-30.º | 31.º-40.º |
| Clasificación general | 200 | 150 | 125 | 100 | 85  | 70  | 60  | 50  | 40  | 35   | 30   | 25   | 20   | 15   | 10   | 5         | 3         |
| Por etapa             | 20  | 10  | 5   |     |     |     |     |     |     |      |      |      |      |      |      |           |           |
| Líder                 | 5   |     |     |     |     |     |     |     |     |      |      |      |      |      |      |           |           |

| Clasificación |                   |                                    |         |       |       |       |
| Posición      | Ciclista          | Equipo                             | General | Etapa | Líder | Total |
| ------------- | ----------------- | ---------------------------------- | ------- | ----- | ----- | ----- |
| 1.º           | Adam Yates        | INEOS Grenadiers                   | 200     | 20    | 5     | 225   |
| 2.º           | Pello Bilbao      | Bahrain Victorious                 | 150     | 30    | -     | 180   |
| 3.º           | Ruben Guerreiro   | EF Education-EasyPost              | 125     | 10    | -     | 135   |
| 4.º           | Georg Zimmermann  | Intermarché-Wanty-Gobert Matériaux | 100     | 5     | -     | 105   |
| 5.º           | Mauri Vansevenant | Quick-Step Alpha Vinyl             | 85      | 5     | -     | 90    |
| 6.º           | James Knox        | Quick-Step Alpha Vinyl             | 70      | -     | -     | 70    |
| 7.º           | Sylvain Moniquet  | Lotto Soudal                       | 60      | -     | -     | 60    |
| 8.º           | Antonio Pedrero   | Movistar                           | 50      | -     | -     | 50    |
| 9.º           | Iván Ramiro Sosa  | Movistar                           | 40      | -     | -     | 40    |
| 10.º          | Alberto Bettiol   | EF Education-EasyPost              | 30      | 5     | 5     | 40    |